# Wuda major
Wuda major là một loài tò vò trong họ Ichneumonidae.